# الوکدیا
الوکدیا (به لاتین: Alokdia) یک منطقهٔ مسکونی در بنگلادش است که در استان باریسال واقع شده‌است.